# Salvador Domecq (ganadería)
La ganadería de Salvador Domecq (denominada oficialmente Toros de Salvador Domecq y anteriormente Hermanos Domecq Sainz de Rozas) es una ganadería brava española, fundada en 1972 por Salvador Domecq y Díez, creador también de la ganadería de El Torero; en la actualidad y desde el fallecimiento del fundador en 2002, la ganadería es dirigida por su hijo Salvador Domecq Sainz de Rozas. Las reses pastan en dos fincas situadas en la provincia de Cádiz, en plena ruta del toro: “El Torero”, situada en el término de Vejer de la Frontera y donde se encuentra la camada principal de la ganadería; y “Cobos Bajos”, situada en Arcos de la Frontera y donde pastan las hembras con los becerros. La ganadería está inscrita en la Unión de Criadores de Toros de Lidia.

## Origen Vistahermosa
En torno al año 1838, el presbítero utrerano Francisco de Paula Giráldez Montero compró la antigua ganadería de José María Amor, de casta Vistahermosa en la rama Melgarejo, mezclando esta sangre con Vistahermosa pura de otra ganadería que había adquirido en 1823. No disfrutará mucho tiempo de sus nuevas reses, pues ese mismo año fallece y le sucede su sobrino Joaquín Giráldez Cortés. Este la venderá ese mismo año a Anastasio Martín, mezclando el ganado con otro de sangre Varea-Picavea de Lesaca. Tras su muerte fue sucedido por su hijo Anastasio Martín Suárez y luego por su nieto José Anastasio Martín en 1907, que dividirá la ganadería en 1943 entre sus dos hijas: una parte fue para su hija Rocío Martín Carmona y que es la actual ganadería de Hijos de Dolores Rufino, y la segunda para su hija María Martín Carmona, origen de la ganadería de Salvador Domecq.

## Historia de la ganadería
María Martín Carmona vende su parte a Enrique Caballero, adquirida a su vez por José García Barroso. Este último la vende en 1948 a los herederos de Luis Caballero Florido, los cuales hacen lo mismo en 1953 con Ramón Vázquez de Troya y éste, en 1968, con Paz Martín de la Concha. Finalmente es adquirida en 1972 por Salvador Domecq y Díez, y elimina el ganado que ya tenía. La anuncia a nombre de sus hijos y la forma con reses procedentes de su ganadería de El Torero, que había formado cuatro años antes. En 1998 se la cede a su hijo Salvador Domecq Sainz de Rozas tras fundar su hermana María la ganadería de Lagunajanda el año anterior. Tras el fallecimiento de Salvador Domecq y Díez en 2002, la ganadería es ampliada con un lote de vacas y sementales, terminando de conformar así la actual ganadería.

### Toros célebres
- Boliviano: indultado por Manuel Jesús “El Cid” en Abarán la tarde del 27 de septiembre de 2011, al que le cortó simbólicamente el rabo y las dos orejas.[10][11][12]
- Orensano: novillo utrero indultado por Emilio Martín en un festival celebrado en la plaza de toros de Algeciras el 5 de marzo de 2011.[13][14]
- Ostrero: toro negro de capa, indultado por El Cid en un festejo mixto celebrado en Zalamea la Real el 4 de septiembre de 2015.[15][16][17][18]

## Características
La ganadería está conformada con reses de Encaste Juan Pedro Domecq y procedencia de El Torero en la línea de Salvador Domecq. Atienden en sus características zootécnicas a las que recoge como propias de este encaste el Ministerio del Interior:
- Toros elipométricos y eumétricos, más bien brevilíneos con perfiles rectos o subconvexos, con una línea dorso-lumbar recta o ligeramente ensillada; y la grupa, con frecuencia, angulosa y poco desarrollada y las extremidades cortas, sobre todo las manos, de radios óseos finos.
- Bajos de agujas, finos de piel y de proporciones armónicas, bien encornados, con desarrollo medio, y astifinos, pudiendo presentar encornaduras en gancho. El cuello es largo y descolgado, el morrillo bien desarrollado y la papada tiene un grado de desarrollo discreto.
- Sus pintas son negras, coloradas, castañas, tostadas y, ocasionalmente, jaboneras y ensabanadas, estas últimas por influencia de la casta Vazqueña. Entre los accidentales destaca la presencia del listón, chorreado, jirón, salpicado, burraco, gargantillo, ojo de perdiz, bociblanco y albardado, entre otros. Además, estos toros tienen procedencia de la línea Osborne, dentro del encaste Domecq, por lo que es habitual encontrar: pintas ensabanadas, con accidentales característicos como el mosqueado, botinero, bocinegro, etc.

Los toros que siguen la línea morfológica de Salvador Domecq son más bastos de tipo y presentan un mayor desarrollo óseo, a diferencia de los que siguen la línea de Juan Pedro Domecq, que presentan un tipo de toro mucho más fino.

## Premios y reconocimientos
- 2015: Trofeo a la Mejor ganadería de la temporada del Puerto de Santa María, otorgado por la peña Ruta del Toro de Alcalá de los Gazules.[22][23]
- 2018: XVI Premio al Mejor toro de la feria del Corpus de Granada 2017 por Sextante, lidiado por Andrés Roca Rey el 17 de junio y al que le cortó las dos orejas tras una gran faena.[24][25][26]
- 2019: Premio al Mejor toro de la feria de San Lorenzo de Huesca por el toro Escalador, lidiado por El Fandi el 13 de agosto en un cartel junto a Antonio Ferrera y Toñete.[27]